# بيت طاهر (بني العوام)

تعديل مصدري - تعديل

بيت طاهر هي إحدى قرى عزلة بني الذواد بمديرية بني العوام التابعة لمحافظة حجة، بلغ تعداد سكانها 202 نسمة حسب تعداد اليمن لعام 2004.